# Пермская катастрофа (1918)
«Пермская катастрофа» — название, которое получила Пермская операция Гражданской войны в рамках политического противостояния внутри руководства Советской России в 1918—1919 годы; конфликт был связан с изменами ряда бывших офицеров царской армии. Сам термин «катастрофа» был впервые использован партийно-следственной комиссией, в составе Иосифа Сталина и Феликса Дзержинского, в её отчёте главе Совнаркома Владимиру Ленину, для описания ситуации в оборонительный период Пермской операции. В политическом противостоянии, являвшемся продолжением Царицынского эпизода, участвовали также Лев Троцкий и Яков Свердлов. Существовало мнение, что ликвидация «катастрофы», имевшая место в преддверии VIII съезда РКП(б), являлась лишь «ширмой» в попытке большевистской партии, в лице Ленина — недавно оправившегося от ранения — вернуть контроль над Красной армией, возглавляемой Троцким.

## Предыстория

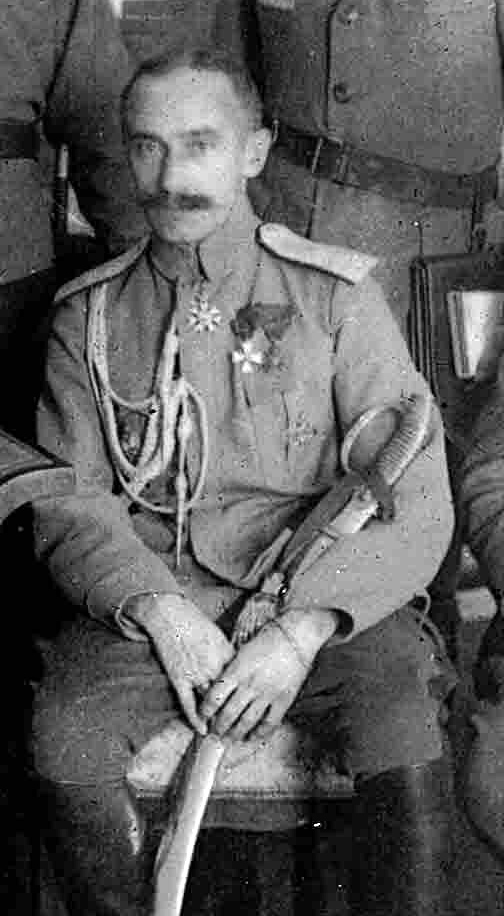
Б. П. Богословский в феврале 1919 года

В результате открытого конфликта Троцкого и Сталина в связи с событиями в Царицыне в 1918 году, Иосиф Виссарионович получил в октябре должность члена Реввоенсовета РСФСР (РВСР), но был при этом отозван с Южного фронта в Москву. Кроме того, ранение Ленина в августе 1918 года существенно изменило расклад политических сил внутри руководства большевиков: быстрая поправка Владимира Ильича стала для многих партийцев неожиданностью.
В этот период существенно изменилась обстановка на Восточном фронте: ещё 25 июля бывший генерал (по другим данным — генштаба полковник) царской армии Борис Богословский, являвшийся командующим 3-й армией РККА, изменил большевикам; он перешёл на сторону белых уже через несколько дней после своего приезда из Москвы и вступления в должность. Его примеру последовало ещё несколько бывших офицеров. Это дало возможность Народной армии КОМУЧа получить ценные сведения о состоянии Красной армии в регионе. Белые стали готовить наступление на Пермь.

## История конфликта

### Телеграммы Троцкого и мнение ЦК
В конце сентября — начале октября 1918 года наркомвоенмор Троцкий запросил у губернских властей и армейского комитета 3-й армии сведения о семьях офицеров-изменников и попросил уточнить, «не забыли ли» местные власти расстрелять комиссаров-большевиков, приставленных к офицерам и ответственных за их лояльность новой власти. «Немедленного разъяснения» Троцкий не получил — данный факт историк С. С. Войтиков связывает с тем, что среди комиссаров было множество видных большевиков (Бакаев, Залуцкий, Зов, Бела Кун, Мрачковский, Лацис), назначенных непосредственно главой ВЦИК Яковом Свердловым.
8 октября Троцкий повторно потребовал объяснений от Реввоенсовета 3-й армии о причинах «полной неудачности действий», добавив при этом, что «опыт других армий свидетельствует» об ответственности за неудачи как командиров, так и комиссаров. На следующий день командующий армией Михаил Лашевич ответил наркому, что основной причиной неудач является «чрезмерная растянутость фронта» армии. В отличие от Сталина и Ворошилова, которые во время Царицынского конфликта с Троцким выдвигали «контрпретензии» о неполучении резервов и снаряжения, Лашевич в конце своего сообщения лишь попросил о личной встрече с наркомвоенмором. Проигнорировав эту просьбу, Лев Давидович 13 октября потребовал от губернского комитета «немедленного разъяснения» об отсутствии репрессий в отношении как комиссаров, так и семей офицеров-перебежчиков.
В ответ Лашевич и Смилга апеллировали к ЦК РКП(б), для которого телеграммы Троцкого стали «чрезвычайно неприятным сюрпризом». Кроме того, пермские большевики предлагали «перестрелять половину Реввоенсовета», возглавляемого Троцким, за измену назначенного им генерала Богословского, а также напомнили наркому, что сами они — также как и Лев Давидович — являются членами ЦК большевистской партии.
23 октября, за два дня до пленума ЦК, Троцкий направил Лашевичу и Смилге, с копиями Ленину, «льстивые» телеграммы, в которых называл последних «лучшими комиссарами». Войтиков интерпретировал эти сообщения как признание Троцким невозможности реально воздействовать на старых, заслуженных большевиков, а также — как фактическое признание им выдвинутых против него обвинений в «партийной ереси». Впоследствии «признаниям» Троцкого было уделено особое внимание в партийной печати, а 25 октября ЦК на своём пленуме лишь «принял к сведению» заявление Лашевича и Смилги.

### Военные действия. Потеря Перми
Через месяц после пленума, 29 ноября, белогвардейцы начали своё наступление. 25 декабря Сибирская армия Радолы Гайды взяла столицу Пермской губернии — город Пермь, что стало крупнейшей победой белых войск в тот период. Третья Красная армия под командованием Лашевича была «практически полностью» разгромлена, оставив победителям крупные запасы боеприпасов и продовольствия. Кроме того, захваченными оказались и Пермские пушечные заводы в Мотовилихе. Набранные из местного населения части РККА, получив оружие и обмундирование, предпочитали дезертировать или переходить на сторону белочехов.

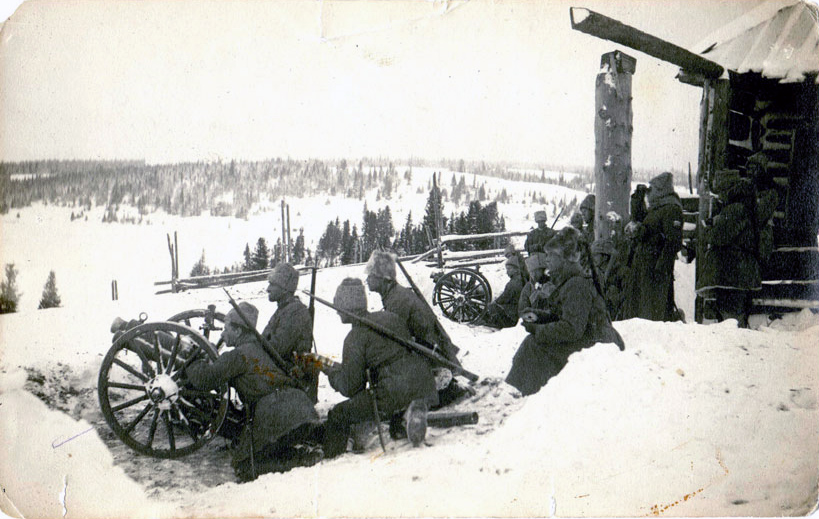
Артиллерия белочехов под Кунгуром

В ответ командование Красной армии вынуждено было поменять не только направление наступления 2-й армии РККА с восточного на северное, но и отменить намеченное ранее перемещение 1-й армии на Южный фронт — что существенно меняло соотношение сил на Юге. Эффект от оставления Перми был столь велик, что в дальнейшем события вокруг губернской столицы были названы членами ЦК РКП(б) Сталиным и Дзержинским, которым было получено расследование событий, «пермской катастрофой»:
...Вопли Реввоенсовета и штаба третьей армии о «неожиданности» катастрофы лишь демонстрируют оторванность этих учреждений от армии... их неумение руководить действиями армии.

### Создание партийно-следственной комиссии
За день до оставления губернской столицы Совет обороны, под председательством Ленина, рассмотрел доклад Сталина «О Перми» и поручил ему разобраться в происходящем. После сдачи города, главком РККА Иоаким Вацетис приказал отдать под суд весь состав Реввоенсовета Восточного фронта — в ответ на это один из его членов, Сергей Гусев, подал в ЦК жалобу на самого Вацетиса и Реввоенсовет Республики, возглавляемый Троцким. В своём заявлении Гусев жаловался на «молодых коммунистов» (Троцкий вступил в большевистскую партию только в середине 1917 года), которые не понимают, что «нельзя управлять армиями так, как управляют полком»: в этом он практически дословно повторил претензии самого Троцкого к Ворошилову, высказанные Львом Давидовичем во время Царицынского конфликта. В доказательство мелочного и бессистемного вмешательства РВСР, названного Гусевым «системой оперативных истерик», Гусев приводил три директивы, полученные 2-й армией всего за пять дней: «главное направление — Оренбург», «главное направление — Екатеринбург» и, наконец, «на помощь 3-й армии». С претензиями Гусева согласился и Смилга, также отданный Вацетисом под суд.
Необходимость срочной стабилизации фронта и выявления причин поражения стало поводом для обсуждения пермских событий на заседании ЦК 30 декабря 1918 года: в результате, уже 1 января 1919 года ЦК и Совет Обороны образовали партийно-следственную комиссию в составе Сталина и Дзержинского. По мнению историка Ильи Ратьковского, делегирование именно этих лиц не было случайным, поскольку ни один из них не планировал оказаться на Востоке — обоих «видных деятелей большевистской партии» отправил туда Свердлов, желая хотя бы на время удалить их из Москвы.
За день до создания комиссии Свердлов отправил Троцкому проект будущего постановления ЦК, что интерпретировалось Войтиковым как попытка «предупредить соратника» о готовящейся атаке на его ведомство. Проект постановления также содержал и часть обязывающую самого Свердлова переключиться практически полностью на партийное строительство — то есть, перестать вмешиваться в армейские дела. 3 января Свердлов вновь телеграфировал Троцкому о скором прибытии на фронт сталинской комиссии.
Сталину и Дзержинскому были даны чрезвычайные полномочия для наведения порядка в Пермском регионе: они получили мандат требовать объяснений от любых местных властей, право смещать должностных лиц и предавать их суду военно-революционного трибунала. Кроме того, Свердлов отправил телеграмму Уральскому областному комитету РКП(б) с постановлением о его роспуске. Срочность командировки была такова, что когда 3 января членам комиссии несвоевременно был подан вагон, они незамедлительно связались по этому поводу с главой Совнаркома Лениным. Историки также обращали внимание и на то, что мандат комиссии был подписан не секретарём ЦК Свердловым, а лично Лениным — председателем Совета обороны; причём, в самом тексте Иосиф Виссарионович был назван не членом ЦК, а «членом Совета обороны».

### Работа комиссии
5 января 1919 года Сталин и Дзержинский прибыли в расположение 3-й армии — в город Вятку, где Феликс Эдмундович проживал во время своей первой ссылки. Уже в день прибытия они затребовали от Москвы, «перекинуть из России… по крайней мере три совершенно надежных полка», дабы «участь Перми» не угрожала и Вятке. Оба большевика критично воспринимали деятельность Лашевича на посту командарма; они также проводили аресты среди командного состава армии: в основном, армейских снабженцев, уличённых в небрежности или бездеятельности, а также — в пьянстве и ряде должностных преступлений.
Несмотря на то, что их мандат обязывал Сталина и Дзержинского получать согласие у РВСР Троцкого на смещение, и уж тем более на аресты, «ответственных военных работников», в письменных распоряжениях комиссии не обнаружено ни информации о наличии такого согласия, ни даже сведений об информировании ведомства Троцкого. По информации Войтикова, деятельность комиссии не нашла никакого отражения и в документах самого РВСР.

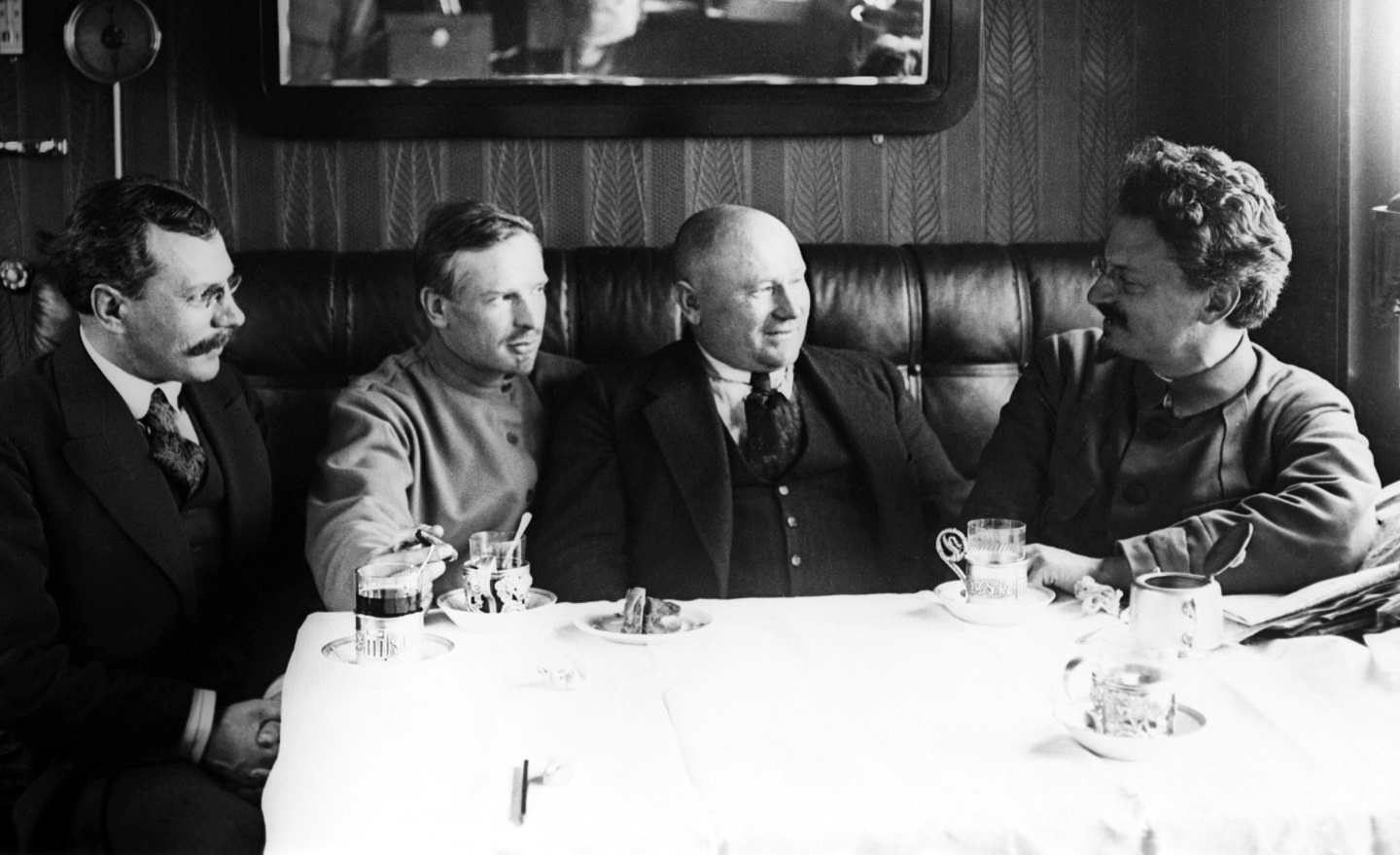
Руководители РККА в поезде Троцкого

Неделя «энергичной работы» в Вятке и Глазове позволила Сталину и Дзержинскому сформулировать основные выводы о причинах падения красной Перми: 13 января в столицу был направлен «Краткий предварительный отчет о ходе расследования причин сдачи Перми и особенно о мерах, намеченных комиссией для восстановления положения на участке 3-й армии», позитивно воспринятый Лениным. Вторым вопросом, которым занялась комиссия, стала «чистка» местных партийных и советских органов: 19 января, на объединённом заседании уральских и вятских партийных и советских организаций, было объявлено о создании Вятского военно-революционного комитета и о масштабной мобилизации партийных кадров в действующую армию. В этот же день был рассмотрен и вопрос о снабжении 3-й армии. Кроме того — отмечая, что свежесобранные в Вятке и губернии части с нетерпением «ждут прихода белых» — Дзержинский и Сталин разделили «бесценные», по причине своей лояльности, части ВЧК, которых всего насчитывалось менее 3000 человек, на две группы: 400 человек были отправлены в качестве «агентов» для укрепления фронтовых частей, а 2000 были использованы как «барьер» на пути отступающих частей.

### Отчёт комиссии
Принятые меры позволили составить краткий отчёт для Ленина об укреплении Восточного фронта и его тыла. 27 января Сталин и Дзержинский выехали в Москву и уже через два дня предоставили главе советского правительства подробный доклад о причинах падения Перми и о мерах, принятых ими для восстановления положения. В частности, они указывали на отсутствие людских и материальных резервов, на «засорение» армии «классово чуждыми элементами» и на плохое материальное обеспечение красноармейцев.
Среди выявленных Сталиным и Дзержинским причин «пермской катастрофы» — так они обозначили события на фронте и в тылу — были и ошибки, допущенные Реввоенсоветом Республики: в частности, ему вменялось в вину отсутствие должной координации между действиями 2-й и 3-й армии. «Досталось» и лично Троцкому как главе РВСР. Авторы доклада предлагали установить контроль за деятельностью ведомства Троцкого со стороны ленинского Совета обороны. Кроме того, в документе предлагалось обновить состав штаба Красной армии: вывести из него бывших царских генералов-генштабистов, которые были причиной конфликта Троцкого и Сталина под Царицыным. Итоговые результаты расследования были также положительно оценены Владимиром Ильичом.

## Оценки и последствия
Пермская экспедиция имела для Дзержинского и Сталина важные последствия — она оказала влияние на их взгляды и дальнейший жизненный путь. Помимо налаживания «товарищеских отношений», что в дальнейшем будет иметь принципиальное значение, оба большевика убедились в едином для них мнении о необходимости жесткого контроля над русскими офицерами, служившими у большевиков. А также насаждения в Красной армии массового террора не только против солдат, но и против командного состава, что включало взятие заложников членов семей офицеров, которые в случае перехода офицера на сторону противника подлежали смертной казни.
Если для Сталина это было лишь «закреплением его царицынского опыта», когда он перестал питать иллюзии относительно добровольной лояльности солдат и офицеров Красной армии новому режиму, то для Дзержинского стали причиной ужесточения его взглядов на карательную политику. До своей «пермской экспедиции» Дзержинский не выделял русских офицеров, служивших у большевиков, как «изначально враждебный элемент»: в начале-середине 1918 года он допускал смягчения репрессивной политики в их отношении. После января 1919 года его позиция стала «более жёсткой и непримиримой» — он уже не исключал массовых «превентивных расправ», то есть массового террора против офицеров и членов их семей. По мнению Ратьковского, итогом расследования «Пермской катастрофы» стала моральная готовность Дзержинского к массовым репрессиям против офицерства и принятие им практики «расстрелов по спискам».
Профессор Джон Эриксон полагал, что Сталин использовал командировку в Пермь как возможность ещё раз выступить с критикой Троцкого и его видения бывших офицеров во главе Красной армии. При этом сам доклад комиссии — несмотря на преследование политических целей при его составлении — позволил улучшить ситуацию в большевистской армии. Профессор Франческо Бенвенути утверждал, что сталинский отчёт сыграл ключевую роль в дальнейшей политической борьбе внутри РКП(б) — доклад стал основой для декларации по вопросам армейского строительства, принятой на VIII съезде РКП(б). Опираясь на мнение профессора Владислава Голдина, Войтиков делал вывод, что сама ликвидация «Пермской катастрофы» являлась не более чем «ширмой» в борьбе за власть между политическими блоками Троцкого-Свердлова и Ленина-Сталина в преддверии съезда. Он видел события вокруг Перми как повод для Ленина установить власть возглавляемого им Совета Обороны над Реввоенсоветом Троцкого — аналогично, хоть и в несколько более широком смысле (как попытку партии восстановить контроль над армией), рассуждал и Бенвенути.
С военной точки зрения, последовавшее за «Пермской катастрофой» наступление Красной армии на Урале — взятие Уфы, Уральска и Оренбурга — делало падение Перми не более чем локальной неудачей. Кроме того, полученные из Перми сведения о массовом белом терроре стали основой для ряда публикаций в советской прессе о «людоедской сущности» белого движения.

### В советской историографии
В 1930-е и 1940-е годы, по причине непосредственного участия Сталина в событиях, «Пермская катастрофа» получила значительное внимание советской историографии — советские работы были «идеологически выдержаны» в духе эпохи и содержали сугубо отрицательные оценки деятельности «Иуды-Троцкого» и «своры» «его ставленников». Военспецы в штабе Троцкого рассматривались исключительно как «сомнительные и контрреволюционные элементы», а сам Лев Давидович — как «предатель».
Уралобком РКП(б), партийно-следственная комиссия, посланная ЦК РКП(б) (Ф. Э. Дзержинский, И. В. Сталин) сыграли важную роль в восстановлении боеспособности 3-й Армии...
К 1980-м годам термин «Пермская катастрофа», использовавшийся ранее по отношению к боевым действиям, был заменён на «Пермская операция» (или «Пермские операции»: оборонительная и наступательная) и в Большой советской энциклопедии было уточнено, что «в литературе 1930—1940-х годов в обстановке культа личности Сталина неудача 3-й армии рассматривалась как „Пермская катастрофа“ всего Восточного фронта, ликвидированная якобы Сталиным, в то время как в действительности к моменту его приезда частная операция белых в районе Перми, проводившаяся с целью создания выгодных условий для перенесения главного удара на Уфимское направление, уже прекратилась, и белые приступили к перегруппировке сил под Уфу».